# Pojedynek sądowy

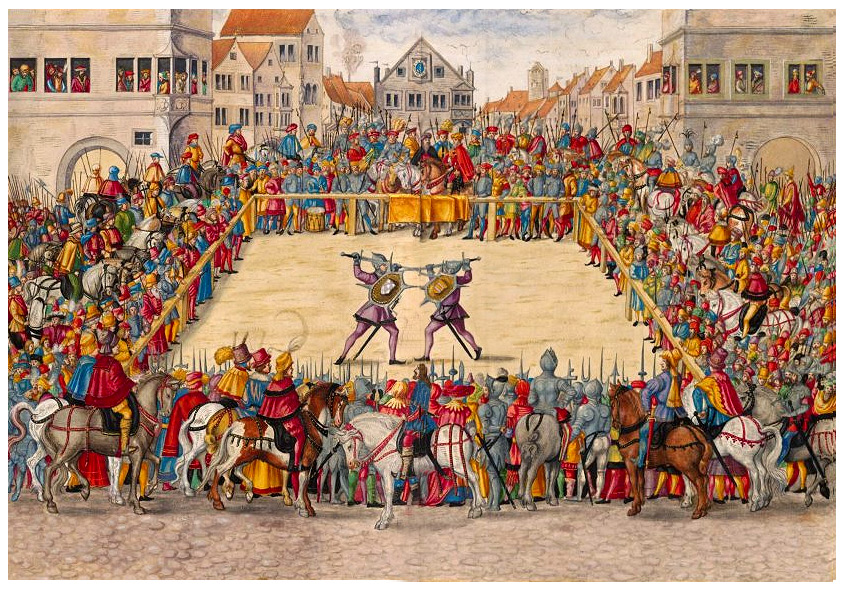
Pojedynek sądowy w Augsburgu (pocz. XV w.)

Pojedynek sądowy (łac. iudicium pugnae) – środek dowodowy w średniowiecznym procesie.
Pojedynek sądowy był najczęściej stosowanym dowodem spośród ordaliów (sądów bożych). Pomimo wiary w bezpośrednią ingerencję boską podczas sądu bożego praktyka dowodziła, że w przypadku innych ordaliów zdarzały się manipulacje. Pojedynek  uchodził za idealny dowód winy lub niewinności.
Gajusz Juliusz Cezar wspomina w De bello Gallico o rozstrzyganiu sporów wśród plemion germańskich w drodze walki dwóch osób na miecze. Wraz z wędrówkami germańskich plemion zwyczaj ten rozszerzył się na całą Europę. W średniowieczu pojedynek sądowy znało prawo wszystkich krajów europejskich.
Przegranie pojedynku przez oskarżonego powodowało uznanie jego winy i podlegał on karze (jeżeli przeżył pojedynek). Jeżeli oskarżony pojedynek wygrał, był uwalniany od zarzutów, a przeciwnika karano za fałszywe oskarżenie.
Istotą pojedynku sądowego jako dowodu winy lub niewinności było założenie, że ten po czyjej stronie jest racja nie może być pokonany, bez względu na siłę fizyczną czy umiejętności walki przeciwnika, gdyż nie dopuści do tego Bóg. Duchowni, chorzy, mężczyźni poniżej 20 roku życia i powyżej 60 roku życia, w zależności od kraju byli zwolnieni od pojedynku lub w swoje miejsce wystawiali zastępcę (zawodowego rycerza – camphio). Zastępcę mogła też wystawić osoba wyższego stanu do pojedynku z osobą stanu niższego (zastępca pochodził wówczas ze stanu niższego). Zastępca walczył także w imieniu oskarżającego monarchy.
Pojedynek sądowy miał uroczystą oprawę. Odbywał się w obecności sędziów, a jako że prawo do stosowania ordaliów miały zasadniczo sądy monarsze, przeradzał się w widowisko z udziałem dworu i licznych widzów. Uczestnicy składali przysięgę o słuszności swoich racji, że nie będą używali do pomocy w walce magii, oraz że nie posiadają przy sobie innej broni niż ta, którą wyznaczono do odbycia pojedynku. Walka odbywała się najczęściej pieszo. W przypadku przedstawicieli stanów wyższych walczono mieczami, czasem konno. Zwycięzcą zostawał ten, który doprowadził  przeciwnika do stanu, w którym ten nie mógł się utrzymać na nogach. Opierał wówczas kolano na piersi pokonanego i jeżeli ten nie poprosił o litość, dobijał go sztyletem. Chłopi pojedynkowali się kijami.
Pojedynki sądowe stały się powszechnym sposobem dowodzenia i w XII wieku podejmowano próby ich ograniczenia: często kończyły się śmiercią jednej ze stron w błahych sprawach. Stopniowe ograniczanie stosowania pojedynków sądowych do najważniejszych spraw doprowadziło do ich zaniku. W Polsce wyszły z użycia w postępowaniu sądowym w połowie XIV wieku. We Francji około sto lat później, a ostatni pojedynek sądowy odbył się tam w 1547 roku za specjalnym, jednorazowym zezwoleniem króla. W Anglii formalnie zniesiono pojedynki sądowe (wprowadzone do postępowania sądowego przez Wilhelma I) w 1819 roku,  chociaż w praktyce nie odbywały się już od kilku wieków.

## Pojedynek sądowy w polskim procesie
Pojedynek był w Polsce w XIII wieku traktowany jako dawna już instytucja prawa rodzimego. Jak wynika z Najstarszego Zwodu Prawa Polskiego był podstawową formą sądu bożego i jednocześnie jednym z ważniejszych środków dowodowych.

23.1. Jeżeli sędzia nakazuje odpowiadać temu, przeciw któremu wnosi się skargę, a on mówi, że jest niewinny, wówczas sędzia go zapytuje, czy ma świadków. [Jeśli nie] wtedy sędzia nakazuje, aby stoczył pojedynek.

Jeżeli strona nie mogła z jakichś powodów walczyć,  stosowano  w zastępstwie próbę żelaza. Rozróżniano  pojedynek rycerski na miecze i chłopski na kije. Jeżeli strony były różnego stanu  walczono bronią właściwą stanowi wyzwanego na pojedynek, z tym że jeżeli rycerz został wyzwany przez chłopa, mógł ustanowić zastępcę (własnego lub obcego poddanego).
W roku 1252 Bolesław Wstydliwy zezwolił na odbywanie sądów z próbą wody i rozpalonego żelaza oraz na pojedynki na miecze i kije. Natomiast Henryk Brodaty zabronił w 1290 r. stosowania "prób Bożych" w postępowaniu przeciwko oszczercom. Za panowania Kazimierza Wielkiego, w wyniku renesansu prawodawstwa polskiego, pojedynki sądowe powoli ustały. W 1. poł. XVI w. wcielono do ustaw polskich prawo magdeburskie (Zwierciadło saskie), które w 42 punktach traktowało o pojedynku sądowym na włócznie i pałasze. Posłowie ziemscy znieśli jednak swoją uchwałą te artykuły, jako sprzeczne z zasadami wiary i zdrowego rozsądku.

## Pojedynki
Pojedynki sądowe były dowodem nie tylko w sprawach indywidualnych, czyli dotyczących  winy lub niewinności.  Stosowane były również  do rozstrzygania sporów prawnych lub co do słuszności stosowania określonych zasad. Przez pojedynek rozstrzygnięto na przykład w 1085 roku spór o sprawowanie obrządku liturgicznego w Toledo. Dwaj wyznaczeni rycerze stanęli do walki. Jeden reprezentował liturgię łacińską, drugi mozarabską. Zwycięstwo tego drugiego zdecydowało, że do dziś w toledańskiej katedrze można wysłuchać mszy w rycie mozarabskim.

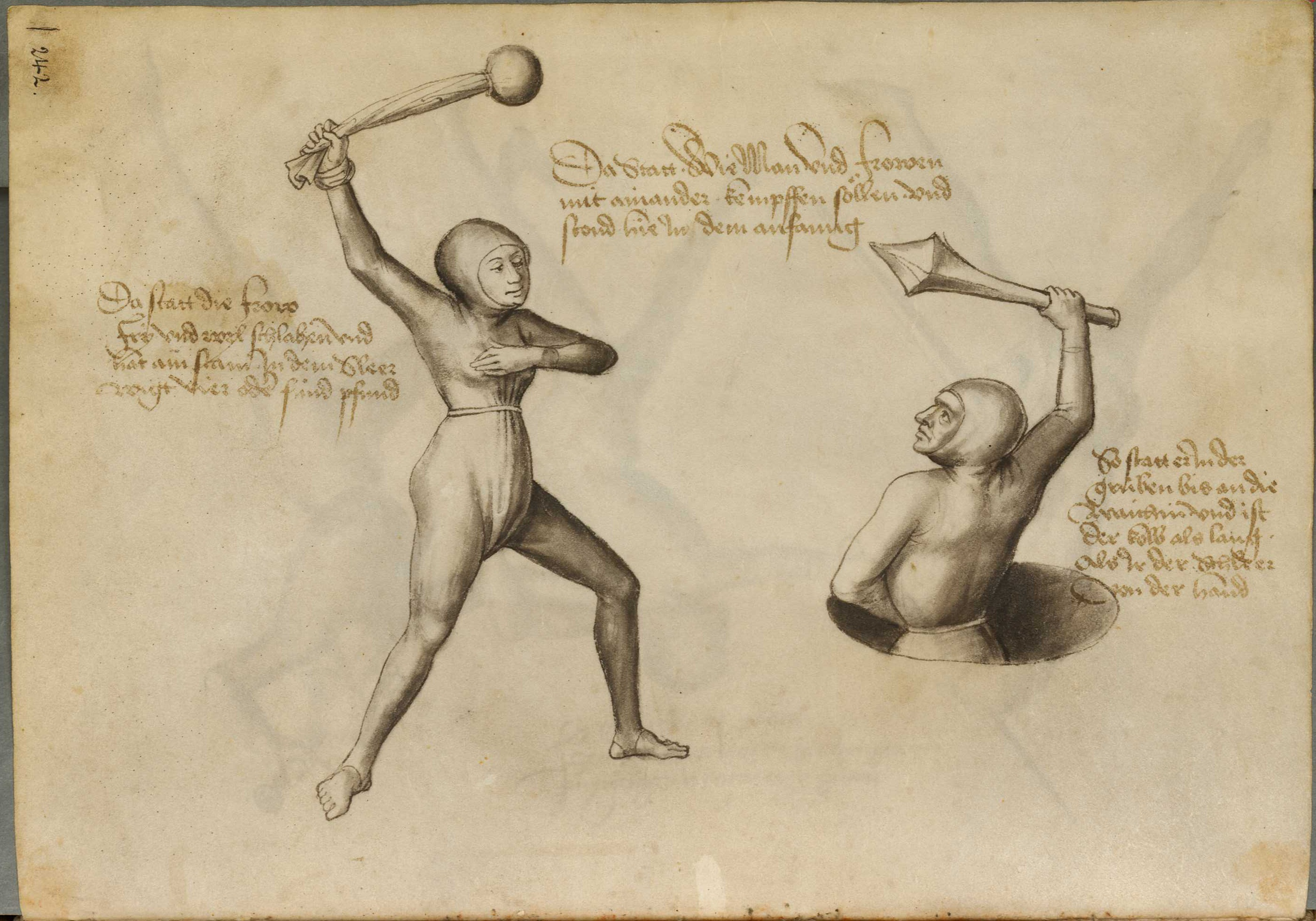
Pojedynek sądowy między kobietą i mężczyzną (Cod.icon. 394a, 122v)

Ciekawy pojedynek sądowy odbył się we Francji w drugiej połowie XIV wieku.  W Paryżu znaleziono ciało zamordowanego skrytobójczo rycerza. Jego przyjaciel zauważył, że pies zabitego, zazwyczaj spokojny, w stosunku do jednego z rycerzy zawsze zachowuje się agresywnie. Przyjaciel zaczął podejrzewać, że wierny zwierzak był świadkiem zabójstwa i wskazuje w ten sposób mordercę. Poinformowany o tym król Karol V Mądry rozpoczął proces i nakazał odbycie nietypowego pojedynku sądowego. W szranki stanęli: uzbrojony w kij podejrzany oraz pies. Uniknąwszy ciosów rycerza pies powalił go na ziemię i chwycił za gardło. Zabójcy oszczędzono śmierci przez rozszarpanie psimi kłami. Psa odgoniono, a król wydał wyrok śmierci przez powieszenie.
Niemiecki podręcznik do walki z 1459 roku autorstwa Hansa Talhoffera (manuskrypt MS Thott.290.2º) ukazuje specyficzne formy pojedynków sądowych z wykorzystaniem specjalnych pawęży, ukształtowanych z myślą o walce z przeciwnikiem uzbrojonym w konkretny oręż (długi miecz lub drewniana pałka). Ponadto przedstawia serię technik w pojedynku sądowym między kobietą i mężczyzną oraz ilustruje bronie (miecze, pałki, składany młot lucereński) stworzone z myślą o ordaliach. W swoim manuskrypcie Talhoffer przybliża proces dochodzenia do pojedynku na drodze sądowej, przygotowania do niego oraz ceremonię samych ordaliów. Ponadto wyjaśnia jakie cechy powinien posiadać mistrz przygotowujący do pojedynku, zwraca uwagę na sposób trenowania oraz zaleca ostrożność wobec szpiegów. 
Talhoffer precyzuje siedem powodów dla których mężczyzna ma obowiązek walczyć.

Pierwsze jest morderstwo. Drugim jest zdrada stanu. Trzecia jest herezja. Czwarte jest namawianie do zdrady wobec swego pana. Piątym jest zdrada w walce lub niesnasce. Szóstym jest pomówienie. Siódmy jest stosowany wobec dziewicy lub damy.